# Richmond Agitation Sedation Scale
Der Richmond Agitation Sedation Scale (auch in abweichenden Schreibweisen wie Richmond Agitation-Sedation Scale oder Richmond Agitation-Sedation-Scale; Abk. RASS) ist eine zehnstufige Skala zur Beurteilung der Tiefe einer Sedierung. Sie gilt als medizinischer Goldstandard. Der RASS wurde von einer interdisziplinären Arbeitsgruppe der Universität von Richmond (Virginia) entwickelt.

## Anwendung
Die Anwendung erfolgt durch die klinische Beurteilung des Patienten. Auf Intensivstationen wird sie mindestens alle acht Stunden empfohlen. Ergänzt wird sie durch eine Beurteilung der Schmerztherapie auf einer geeigneten Skala (Numerische Rating-Skala, Visuelle Analogskala, Behavioral Pain Scale). Sie bildet auch die Grundlage für das Delir-Monitoring auf Intensivstationen und ist im gebräuchlichen Beurteilungsinstrument CAM-ICU (Confusion Assessment Method for the Intensive Care Unit) enthalten. Es gibt eine Übersetzung in Schweizer Hochdeutsch. Die dort enthaltene Erweiterung der Stufe −6 erlaubt die zusätzliche Differenzierung der untersten Stufe für sehr tiefe Sedation. Patienten, die nicht auf die sanftere körperliche Stimulation durch Rütteln an der Schulter reagieren, werden am Sternum gerieben.

## Abstufung
| Wert | Bezeichnung          | Erläuterung                                                                                             |
| ---- | -------------------- | --- |
| + 4  | Streitlustig         | Offenkundig aggressiv oder gewalttätig, unmittelbare Gefahr für das Personal                            |
| + 3  | Sehr agitiert        | Zieht oder entfernt Schläuche oder Katheter, oder zeigt aggressives Verhalten gegenüber Personal        |
| + 2  | Agitiert             | Häufige ungezielte Bewegung, atmet gegen das Beatmungsgerät                                             |
| + 1  | Unruhig              | Ängstlich aber Bewegungen nicht aggressiv oder lebhaft                                                  |
| 0    | Aufmerksam und ruhig | |
| − 1  | Schläfrig            | Nicht ganz aufmerksam, aber erwacht anhaltend (länger als 10 Sekunden), mit Blickkontakt, auf Ansprache |
| − 2  | Leichte Sedierung    | Erwacht kurz (kürzer als 10 Sekunden) mit Blickkontakt auf Ansprache                                    |
| − 3  | Mäßige Sedierung     | Irgendeine Bewegung (aber ohne Blickkontakt) auf Ansprache                                              |
| − 4  | Tiefe Sedierung      | Keine Reaktion auf Ansprache, aber irgendeine Bewegung auf körperlichen Reiz                            |
| − 5  | Nicht erweckbar      | Keine Reaktion auf Ansprache oder körperlichen Reiz                                                     |

## Durchführung
1. Patienten beobachten. Ist er wach und ruhig (Score 0)? Oder ist der Patient unruhig oder agitiert (Score +1 bis +4 entsprechend der jeweiligen Beschreibung)?
2. Wenn der Patient nicht wach ist, mit lauter Stimme beim Namen ansprechen und Patienten auffordern, die Augen zu öffnen und den Sprecher anzusehen. Wie lange kann der Patient den Blickkontakt aufrechterhalten?
  - Patient erwacht mit anhaltendem Augenöffnen und Blickkontakt. (Score −1)
  - Patient erwacht mit Augenöffnen und Blickkontakt, aber nicht anhaltend. (Score −2)
  - Patient zeigt irgendeine Bewegung auf Ansprache, aber keinen Blickkontakt. (Score −3)
3. Falls der Patient auf Ansprache nicht reagiert, Patient körperlich durch Schütteln an den Schultern oder – wenn dies nicht hilft – durch Reiben des Sternums stimulieren.
  - Patient zeigt irgendeine Bewegung auf körperlichen Reiz. (Score −4)
  - Patient zeigt keine Reaktion auf irgendeinen Reiz. (Score −5)

Am Ende erhält man eine Zahl zwischen −5 und +4. Es ist keine Rechnung notwendig.
Es ist wichtig, regelmäßig und bei Bedarf zu messen, um Änderungen in der Sedierung oder Opioidtherapie zu erfassen.

## Verlässlichkeit
Der RASS ist bei Intensivpatienten auf Validität und Reliabilität getestet, zeigt eine hohe Übereinstimmung bei verschiedenen Untersuchern (Interrater-Reliabilität) und gibt Änderungen der Sedierungstiefe im Verlauf adäquat wieder. Die S3-Leitlinie der deutschen Fachgesellschaften zu Analgesie, Sedierung und Delirmanagement in der Intensivmedizin empfiehlt den RASS als Standard; gegenüber dem Ramsay-Score wird er als überlegen angesehen.